# Kaédi
Kaédi (arabiska: كيهيدي) är en stad i regionen Gorgol i södra Mauretanien. Staden är den största orten i regionen och tillika huvudstad i Gorgol. Den hade 45 539 invånare (2013). Det är den tredje största staden i Mauretanien, och känd för sin marknad. Trakten har även ett rikt djurliv.